# Точь-в-точь
«Точь-в-точь» — музыкально-развлекательная телепрограмма «Первого канала», неофициальное продолжение шоу «Один в один!» (российской версии международного формата «Your Face Sounds Familiar» — испанский оригинал: «Tu cara me suena» — компании «Endemol»).
«Один в один!» и «Точь-в-точь» — шоу перевоплощений, участники которого изображают известных музыкантов и поющих актёров прошлого и настоящего, стараясь сделать это максимально похоже на оригинал. Каждый выпуск члены жюри оценивают выступления конкурсантов по пятибалльной шкале, все баллы суммируются и образуют турнирную таблицу, чтобы впоследствии можно было выявить победителя шоу.
Ведущий проекта — Александр Олешко.

## История
Шоу «Один в один!» выходило на «Первом канале» с 3 марта по 26 мая 2013 года, став одним из самых популярных проектов на российском телевидении. По результатам зрительского голосования победил Алексей Чумаков. В качестве производителя выступала компания, которой принадлежат права на формат шоу — «ВайТ Медиа» продюсера Тимура Вайнштейна.
Шоу закончилось с долей аудитории выше 30 процентов, но, несмотря на это, нового контракта у «Первого канала» с «ВайТ Медиа» не было, а Вайнштейн получил предложение от ВГТРК перенести шоу на канал «Россия-1». Как сообщает Lenta.ru, цена, предложенная «ВайТ Медиа» на «России-1», существенно превышала сумму, которую платил производителю «Первый канал»: стоимость одного выпуска «Один в один!» на «Первом» обходилась в 500 тысяч долларов, а на канале «Россия-1» Тимуру Вайнштейну предложили миллион долларов за выпуск, при том, что их будет 18.
В феврале 2014 года «Первый канал» запустил проморолик нового шоу «Точь-в-точь». Ролик иронизировал над переходом «Один в один!» к конкурентам: 

«Можно не иметь никаких достоинств — ни яркой внешности, ни природного артистизма, ни чарующего голоса, но думать, что всё получается один в один»— http://www.1tv.ru/videoarchive/73628
 О формате нового шоу не говорилось ничего, и даже имена участников держались в секрете. Ролики с фрагментами первого выпуска появились только за день до премьеры.
Шоу «Точь-в-точь» впервые вышло в эфир 2 марта 2014 года, в то же время на канале «Россия-1» стартовал второй сезон «Один в один!». В итоге доля проекта «Первого канала» опередила долю конкурента почти в два раза. Телекритики отметили, что уровень выступлений и качество грима на двух проектах практически не отличались, а шоу «Первого канала» выиграло в основном благодаря членам жюри, за которыми было интереснее наблюдать, чем за их коллегами на «России-1».
После перехода шоу «Один в один!» на канал «Россия» члены жюри Геннадий Хазанов и Любовь Казарновская заявили, что останутся на «Первом канале», и будут участвовать в новом проекте этого канала. Также, на «Первом» остались педагоги по вокалу и актёрскому мастерству, которые работали с конкурсантами первого сезона «Один в один!», и ведущий Александр Олешко.
После окончания первого сезона шоу, испанская компания «Gestmusic Endemol» и её российский представитель ЗАО «ВайТ Медиа» решили подать иск на «Первый канал» в Арбитражный суд Москвы за незаконное использование формата шоу. Истцы требовали признать, что «Точь-в-точь» копирует оригинальный формат «Your Face Sounds Familiar», проданный каналу «Россия-1», и запретить в дальнейшем осуществлять производство подобных шоу без разрешения «Endemol».
В октябре 2014 года в СМИ появилась информация о том, что «Первый канал» выиграл дело. Представитель телеканала сообщил, что «российским законодательством не предусмотрен такой охраняемый объект авторского права, как формат, а охраняемые элементы (логотип и музыкальная заставка) не использовались каналом». Представители компании «ВайТ Медиа» заявили, что остались недовольны данным решением суда и намерены опротестовать его.
В начале февраля 2015 года сайт «Первого канала» объявил о втором сезоне проекта. Первый выпуск был показан 15 февраля. В сентябре того же года вышел третий сезон шоу, впервые в телесезоне осень-зима.
В мае 2015 года появилась информация о том, что создатели шоу «Один в один!» опять подали иск против «Первого канала». По их мнению, копирование формата при производстве и трансляции аналогичного шоу «Точь-в-точь» является не законным.
В июле 2015 года Верховный суд РФ рассмотрел иск к «Первому каналу» от испанской компании Gestmusic Endemol и компании «ВайТ Медиа». По мнению заявителей, в проекте используются «практически все ключевые элементы» формата, включая «образы жюри». Истцы также заявили, что, согласно данным опроса, телезрители воспринимают эти две программы как одну и ту же, но под разными названиями. Теперь заявители требовали запретить к показу шоу «Точь-в-точь», а также осуществлять производство любой другой аудиовизуальной продукции на основе принадлежащего Endemol формата.
В ноябре 2015 года появилась информация о том, что Верховный суд Москвы не смог запретить шоу «Точь-в-точь». По мнению суда, жалобы истцов были исследованы нижестоящими судами, в них не имеется веских оснований для пересмотра дела в кассационной инстанции.
В конце августа 2016 года «Первый канал» запустил несколько промо-роликов четвёртого сезона шоу, запланированного на телесезон осень-зима. Сезон начался 18 сентября.
В 2021 году «Первый канал» возобновил шоу, запустив пятый сезон. Спустя три года, в августе 2024 года, начались съёмки шестого сезона.

### Мнение телевизионных деятелей о конфликте шоу «Точь-в-точь»
Поскольку запуск шоу «Точь-в-точь» стал реакцией «Первого канала» на переход программы «Один в один!» на канал «Россия-1», заместитель генерального директора ВГТРК Дмитрий Медников сделал заявление о том, почему произошёл переход программы:
«Мы были заинтересованы в расширении линейки музыкальных шоу, и формат «Один в один!» нам очень нравится, к тому же передача уже доказала свою популярность у зрителей. <…> Передачу делал сторонний производитель, кто его показывает, большой разницы для самого шоу нет, это как показывать «Властелина колец» — фильм не меняется, когда идёт в эфире СТС или НТВ. <…> Мы не занимались перекупкой производителя, не обещали ему больше денег и не ломали рынок»
По мнению продюсера Александра Акопова, копирование чужих форматов является частым явлением на российском телевидении:
«Достаточно иначе посадить жюри и изменить декорации — и доказать потом, что это калька с чужого формата, практически невозможно. На российском телевидении такая практика давно распространена»
На взгляд продюсера и ведущего «Первого канала» Александра Цекало, создание оригинальных программ, вдохновляясь существующими трендами, является общемировой практикой:
«Некоторые вещи очень трудно зафиксировать, зарегистрировать, но достаточно изменить правило выставления оценок, количество судей, способ появления артистов на сцене, способ подачи информации, номера, песни, пародии и изменить название, этого достаточно для того, чтобы это считалось другим форматом. Здесь нет никакого преступления, по крайней мере, на сегодняшний день это не регламентируется и за границей, очень сложно это доказать. <…> Люди смотрят, учатся и придумывают что-то своё. <…> Во всех приличных компаниях есть люди, которые занимаются мониторингом, они смотрят, что производят конкуренты, обрабатывают эту информацию, дальше отдают на разработку психологам, математикам, креативщикам и создают свои шоу. Все пользуются успехом других, все пытаются понять тренд, уловив тренд, создать своё. Бывает такое, что тот, кто, подпитавшись от чьей-то идеи, создает свою более усовершенствованную, и она пользуется большим успехом, большими долями просмотра, рейтингами и так далее»
По словам генерального директора «Первого канала» Константина Эрнста, секрет популярности проекта «Точь-в-точь» и первого сезона шоу «Один в один!» — в команде «Первого канала»:
«Это беспрецедентный случай в истории российского телевидения: с канала, который сделал первый сезон шоу, увели второй. Когда человек приписал себе все достижения «Один в один!», абсолютно проигнорировав, что с ним работала команда Первого канала, и успех проекта у зрителей на девяносто девять процентов был её заслугой, этой команды. Он решил немедленно капитализировать успех, продав следующий сезон нашим конкурентам. За гораздо большие деньги. Прицепив к этому проекту паровозиком контракт неудобоваримого телевизионного продукта. Увы, коллеги на предложение согласились. Вряд ли они теперь этим счастливы»

## Формат
В шоу принимают участие двенадцать известных певцов. В каждом выпуске им нужно перевоплотиться в звёзд музыки или кино, стараясь перенять оригинальный стиль артиста, от внешности и манеры двигаться до тембра голоса. Жюри, состоящее из пяти человек, оценивает по пятибалльной системе каждого участника сразу по окончании его или её выступления. Баллы, набираемые артистами, накапливаются.
Шоу «Точь-в-точь» отличается от «Один в один!» в основном системой оценок. В шоу «Один в один!» члены жюри оценивают участников по системе, похожей на систему «Евровидения», и это происходит только после того, как все участники выступили. В шоу «Точь-в-точь» члены жюри оценивают участников после каждого номера по пятибалльной системе. В шоу «Один в один!» в конце выпуска каждый из участников выбирает одного соперника, которому он или она хочет присудить дополнительные 5 баллов; в шоу «Точь-в-точь» участники не оценивают друг друга, вместо этого в конце передачи появляется специальный гость — «третейский судья», который наблюдает за выступлениями в отдельной комнате, а затем раздаёт конкурсантам оценки по пятибалльной системе.
Шоу «Точь-в-точь» отличается ещё и тем, что продюсеры решили сохранить интригу и не разглашать имена участников шоу. Члены жюри должны угадать, кто стоит перед ними. В конце выпуска не объявляется, в кого участники будут перевоплощаться в следующий раз.
Другое отличие между двумя форматами — ведущие. В проекте «Один в один!» их двое, один ведёт шоу и представляет участников, а его соведущая берёт у них интервью перед выходом на сцену. Во время интервью показывают съёмки с репетиций по вокалу и по актёрскому мастерству. В проекте «Точь-в-точь» только один ведущий. Всё происходящее за кулисами в эфир не попадает (но записи репетиций и интервью с участниками доступны на официальном канале проекта на сайте «YouTube»). Перед выходом участника на сцену ведущий объявляет только образ, в котором тот будет выступать, после чего зрители видят короткий клип из одного-двух выступлений представленной знаменитости.
Победитель сезона определяется по итогам всех выпусков, а не SMS-голосованием телезрителей. Финала, как такового, нет, все конкурсанты участвуют во всех выпусках и получают очки от членов жюри. Единственное отличие финального выпуска от остальных — члены жюри ставят оценки после всех выступлений. В конце сезона вручается также приз зрительских симпатий участнику, набравшему больше голосов в специальном голосовании телезрителей, и специальный приз от членов жюри (начиная со второго сезона).
В третьем сезоне количество участников возросло до 13. Изначально предполагалось, что по итогам полуфинала участник, выступивший, по мнению жюри, слабее остальных, будет не допущен до соревнования в финале, однако в итоге в финал прошли все участники сезона.
Четвёртый сезон — «Суперсезон» — отличается от предыдущих тем, что в нём вместо новых участников соревнуются некоторые из более популярных и успешных представителей трёх первых сезонов шоу. Очередным новшеством четвёртого сезона стали «музыкальные дуэли», в которых пары участников должны изобразить одного и того же исполнителя.
В 2020 году был снят пятый сезон (вышел в 2021 году), в котором, в отличие от предыдущих, число участников составляет десять человек. Этот сезон также был самым коротким, и состоял из десяти выпусков. Алёна Свиридова стала первой, принявшей участие в обоих конкурирующих проектах (соревновалась также во втором сезоне шоу «Один в один!»).
В 2024 году был снят шестой сезон, в котором, как и в предыдущем, было десять участников. В новом сезоне приняли участие сразу два бывших конкурсанта шоу «Один в один!» — Никита Малинин (участник третьего сезона и дважды гостевой участник в четвёртом «Суперсезоне») и Юрий Титов (участвовал в пятом «Народном» сезоне). Также в нём вновь соревновались Лада Дэнс и Дарья Антонюк.

## Участники
| Первый сезон - Татьяна Буланова - Витас - Юрий Гальцев - Ирина Дубцова - Жасмин - Ренат Ибрагимов - Дмитрий Колдун - Глеб Матвейчук - Севара Назархан - Натали - Наталья Подольская - Никита Пресняков | Второй сезон - Азиза - Интарс Бусулис - Полина Гагарина - Родион Газманов - Данила Дунаев - Стас Костюшкин - Оскар Кучера - Елена Максимова - Таисия Повалий - Людмила Соколова - Влад Топалов - Аглая Шиловская | Третий сезон - Ая - Александр Бон - Максим Галкин - Алексей Глызин - Полина Гриффис - Пётр Дранга - Евгений Дятлов - Лада Дэнс - Владимир Лёвкин - Ксана Сергиенко - Елена Темникова - Катерина Шпица - Анна Шульгина | Четвёртый сезон («Суперсезон») - Азиза (победительница 2 сезона) - Родион Газманов (участник 2 сезона) - Ирина Дубцова (победительница 1 сезона) - Лада Дэнс (участница 3 сезона) - Евгений Дятлов (победитель 3 сезона) - Дмитрий Колдун (участник 1 сезона) - Елена Максимова (участница 2 сезона) - Глеб Матвейчук (участник 1 сезона) - Наталья Подольская (участница 1 сезона) - Никита Пресняков (победитель 1 сезона) - Ксана Сергиенко (участница 3 сезона) - Аглая Шиловская (участница 2 сезона) | Пятый сезон - Дарья Антонюк - Доминик Джокер - Мария Зайцева - Валерия Ланская - Анастасия Макеева - Александр Панайотов - Алёна Свиридова - Анастасия Спиридонова - Митя Фомин - Александр Шоуа | Шестой сезон - Дарья Антонюк (участница 5 сезона) - Валерия Астапова - Сергей Войтенко - Сергей Волчков - Светлана Галка - Евгений Гор - Лада Дэнс (участница 3-4 сезонов) - Карина Кокс - Никита Малинин - Юрий Титов |

## Жюри
Проект «Точь-в-точь» судят четыре члена жюри и один третейский судья. Постоянными членами жюри проекта в первых четырёх сезонах были Геннадий Хазанов, Любовь Казарновская и Леонид Ярмольник, которые редко пропускали выпуски. Остальные члены жюри появлялись поочерёдно. В роли четвёртого члена жюри чаще всего выступали Максим Аверин, Михаил Боярский и Анна Ардова.
В пятом сезоне шоу произошло изменение в судейском составе. Постоянными членами жюри стали Леонид Ярмольник, Максим Аверин и Максим Галкин, а четвёртый член жюри, как и прежде, меняется от выпуска к выпуску. Как обычно, в конце к ним присоединяется и третейский судья.
Четыре члена жюри оценивают участников по пятибалльной шкале после каждого выступления. В конце выпуска появляется третейский судья, который ставит оценки всем участникам сразу, посмотрев все выступления и сравнив их. В большинстве случаев перед выставлением оценок третейские судьи, как и участники шоу, исполняют песню в образе той или иной знаменитости, но, в отличие от последних, не получают оценок за свои выступления, и поют в некоторых случаях под фонограмму. В редких случаях на роль третейского судьи приглашают двух человек, которые, тем не менее, выставляют одну оценку на двоих, суммируя общее мнение. Иногда третейские судьи решают просто поставить всем участникам максимальную оценку в 5 баллов.

### Первый сезон
| Член жюри           | Выпуски      | Выпуски       | Выпуски | Выпуски         | Выпуски         | Выпуски          | Выпуски     | Выпуски       | Выпуски       | Выпуски    | Выпуски         | Выпуски       | Выпуски            | Выпуски  |
| Член жюри           | 1            | 2             | 3       | 4               | 5               | 6                | 7           | 8             | 9             | 10         | 11              | 12            | 13                 | 14 Финал |
| ------------------- | ------------ | ------------- | ------- | --------------- | --------------- | ---------------- | ----------- | ------------- | ------------- | ---------- | --------------- | ------------- | ------------------ | -------- |
| Леонид Ярмольник    |              |               |         |                 |                 |                  |             |               |               |            |                 |               |                    |          |
| Максим Аверин       |              |               |         |                 |                 |                  |             |               |               |            |                 |               |                    |          |
| Любовь Казарновская |              |               |         |                 |                 |                  |             |               |               |            |                 |               |                    |          |
| Геннадий Хазанов    |              |               |         |                 |                 |                  |             |               |               |            |                 |               |                    |          |
| Анна Большова       |              |               |         |                 |                 |                  |             |               |               |            |                 |               |                    |          |
| Александр Ревва     |              |               |         |                 |                 |                  |             |               |               |            |                 |               |                    |          |
| Анна Ардова         |              |               |         |                 |                 |                  |             |               |               |            |                 |               |                    |          |
| Михаил Боярский     |              |               |         |                 |                 |                  |             |               |               |            |                 |               |                    |          |
| Третейский судья    | Елена Ваенга | Лариса Долина | Валерия | Михаил Боярский | Ольга Кормухина | Маурицио Швайцер | Лев Лещенко | Алла Пугачёва | Данила Дунаев | Дима Билан | Филипп Киркоров | Дмитрий Дюжев | Тамара Гвердцители |          |

Леонид Ярмольник, Михаил Боярский, Любовь Казарновская и Геннадий Хазанов также были членами жюри специального новогоднего выпуска от 1 января 2015 года, который не входит в конкурсную программу.

### Второй сезон
| Член жюри           | Выпуски         | Выпуски       | Выпуски              | Выпуски         | Выпуски                            | Выпуски          | Выпуски          | Выпуски | Выпуски | Выпуски        | Выпуски        | Выпуски             | Выпуски          | Выпуски  |
| Член жюри           | 1               | 2             | 3                    | 4               | 5                                  | 6                | 7                | 8       | 9       | 10             | 11             | 12                  | 13               | 14 Финал |
| ------------------- | --------------- | ------------- | -------------------- | --------------- | ---------------------------------- | ---------------- | ---------------- | ------- | ------- | -------------- | -------------- | ------------------- | ---------------- | -------- |
| Максим Аверин       |                 |               |                      |                 |                                    |                  |                  |         |         |                |                |                     |                  |          |
| Анна Ардова         |                 |               |                      |                 |                                    |                  |                  |         |         |                |                |                     |                  |          |
| Любовь Казарновская |                 |               |                      |                 |                                    |                  |                  |         |         |                |                |                     |                  |          |
| Геннадий Хазанов    |                 |               |                      |                 |                                    |                  |                  |         |         |                |                |                     |                  |          |
| Леонид Ярмольник    |                 |               |                      |                 |                                    |                  |                  |         |         |                |                |                     |                  |          |
| Михаил Боярский     |                 |               |                      |                 |                                    |                  |                  |         |         |                |                |                     |                  |          |
| Александр Ревва     |                 |               |                      |                 |                                    |                  |                  |         |         |                |                |                     |                  |          |
| Анна Большова       |                 |               |                      |                 |                                    |                  |                  |         |         |                |                |                     |                  |          |
| Филипп Киркоров     |                 |               |                      |                 |                                    |                  |                  |         |         |                |                |                     |                  |          |
| Третейский судья    | Игорь Матвиенко | Юрий Николаев | Олег Газманов и Зара | Валерий Меладзе | Анастасия Макеева и Глеб Матвейчук | Владимир Зельдин | Александр Иванов | Валерия | Лолита  | Николай Басков | Сергей Шакуров | Александр Розенбаум | Александр Буйнов |          |

### Третий сезон
| Член жюри           | Выпуски | Выпуски          | Выпуски         | Выпуски         | Выпуски        | Выпуски          | Выпуски      | Выпуски      | Выпуски       | Выпуски          | Выпуски  |
| Член жюри           | 1       | 2                | 3               | 4               | 5              | 6                | 7            | 8            | 9             | 10               | 11 Финал |
| ------------------- | ------- | ---------------- | --------------- | --------------- | -------------- | ---------------- | ------------ | ------------ | ------------- | ---------------- | -------- |
| Леонид Ярмольник    |         |                  |                 |                 |                |                  |              |              |               |                  |          |
| Максим Аверин       |         |                  |                 |                 |                |                  |              |              |               |                  |          |
| Любовь Казарновская |         |                  |                 |                 |                |                  |              |              |               |                  |          |
| Геннадий Хазанов    |         |                  |                 |                 |                |                  |              |              |               |                  |          |
| Михаил Боярский     |         |                  |                 |                 |                |                  |              |              |               |                  |          |
| Михаил Галустян     |         |                  |                 |                 |                |                  |              |              |               |                  |          |
| Валерия             |         |                  |                 |                 |                |                  |              |              |               |                  |          |
| Анна Ардова         |         |                  |                 |                 |                |                  |              |              |               |                  |          |
| Третейский судья    | Азиза   | Александр Маршал | Наташа Королёва | Дмитрий Маликов | Анжелика Варум | Дмитрий Харатьян | Томас Андерс | Елена Ваенга | Дмитрий Дюжев | Сосо Павлиашвили |          |

Леонид Ярмольник, Михаил Боярский, Любовь Казарновская и Геннадий Хазанов также были членами жюри специального выпуска от 6 декабря (в честь 70-летия Хазанова), который не входит в конкурсную программу (вышел в эфир между 7-м и 8-м выпусками).

### Четвёртый сезон
| Член жюри           | Выпуски       | Выпуски | Выпуски       | Выпуски        | Выпуски           | Выпуски | Выпуски         | Выпуски                           | Выпуски       | Выпуски   | Выпуски            | Выпуски  |
| Член жюри           | 1             | 2       | 3             | 4              | 5                 | 6       | 7               | 8                                 | 9             | 10        | 11                 | 12 Финал |
| ------------------- | ------------- | ------- | ------------- | -------------- | ----------------- | ------- | --------------- | --------------------------------- | ------------- | --------- | ------------------ | -------- |
| Леонид Ярмольник    |               |         |               |                |                   |         |                 |                                   |               |           |                    |          |
| Михаил Боярский     |               |         |               |                |                   |         |                 |                                   |               |           |                    |          |
| Любовь Казарновская |               |         |               |                |                   |         |                 |                                   |               |           |                    |          |
| Геннадий Хазанов    |               |         |               |                |                   |         |                 |                                   |               |           |                    |          |
| Максим Аверин       |               |         |               |                |                   |         |                 |                                   |               |           |                    |          |
| Дмитрий Дюжев       |               |         |               |                |                   |         |                 |                                   |               |           |                    |          |
| Юрий Гальцев        |               |         |               |                |                   |         |                 |                                   |               |           |                    |          |
| Анна Большова       |               |         |               |                |                   |         |                 |                                   |               |           |                    |          |
| Третейский судья    | Максим Галкин | Витас   | Максим Галкин | Игорь Николаев | Александр Малинин | Лолита  | Ольга Кормухина | Тамара Гвердцители Николай Басков | Максим Галкин | Ани Лорак | Владимир Пресняков |          |

Леонид Ярмольник, Анна Ардова, Любовь Казарновская и Геннадий Хазанов также были членами жюри специального новогоднего выпуска от 1 января 2017 года, который не входит в конкурсную программу.

### Пятый сезон
| Член жюри          | Выпуски | Выпуски         | Выпуски | Выпуски        | Выпуски        | Выпуски        | Выпуски                      | Выпуски            | Выпуски      | Выпуски         |
| Член жюри          | 1       | 2               | 3       | 4              | 5              | 6              | 7                            | 8                  | 9            | 10 Финал        |
| ------------------ | ------- | --------------- | ------- | -------------- | -------------- | -------------- | ---------------------------- | ------------------ | ------------ | --------------- |
| Леонид Ярмольник   |         |                 |         |                |                |                |                              |                    |              |                 |
| Максим Аверин      |         |                 |         |                |                |                |                              |                    |              |                 |
| Ирина Дубцова      |         |                 |         |                |                |                |                              |                    |              |                 |
| Максим Галкин      |         |                 |         |                |                |                |                              |                    |              |                 |
| Кристина Орбакайте |         |                 |         |                |                |                |                              |                    |              |                 |
| Елена Ваенга       |         |                 |         |                |                |                |                              |                    |              |                 |
| Пелагея            |         |                 |         |                |                |                |                              |                    |              |                 |
| Хибла Герзмава     |         |                 |         |                |                |                |                              |                    |              |                 |
| Михаил Боярский    |         |                 |         |                |                |                |                              |                    |              |                 |
| Николай Фоменко    |         |                 |         |                |                |                |                              |                    |              |                 |
| Игорь Николаев     |         |                 |         |                |                |                |                              |                    |              |                 |
| Третейский судья   | Лолита  | Полина Гагарина | Emin    | Евгений Дятлов | Нонна Гришаева | Таисия Повалий | Ирина Дубцова и Игорь Крутой | Тамара Гвердцители | Елена Ваенга | Филипп Киркоров |

### Шестой сезон
| Член жюри        | Выпуски          | Выпуски       | Выпуски        | Выпуски        | Выпуски             | Выпуски          | Выпуски          | Выпуски       | Выпуски           | Выпуски         | Выпуски                               | Выпуски        | Выпуски         | Выпуски                               |
| Член жюри        | 1                | 2             | 3              | 4              | 5                   | 6                | 7                | 8             | 9                 | 10              | 11                                    | 12             | 13              | 14 Финал                              |
| ---------------- | ---------------- | ------------- | -------------- | -------------- | ------------------- | ---------------- | ---------------- | ------------- | ----------------- | --------------- | ------------------------------------- | -------------- | --------------- | ------------------------------------- |
| Леонид Ярмольник |                  |               |                |                |                     |                  |                  |               |                   |                 |                                       |                |                 |                                       |
| Максим Аверин    |                  |               |                |                |                     |                  |                  |               |                   |                 |                                       |                |                 |                                       |
| Пелагея          |                  |               |                |                |                     |                  |                  |               |                   |                 |                                       |                |                 |                                       |
| Вадим Галыгин    |                  |               |                |                |                     |                  |                  |               |                   |                 |                                       |                |                 |                                       |
| Сергей Минаев    |                  |               |                |                |                     |                  |                  |               |                   |                 |                                       |                |                 |                                       |
| Ева Польна       |                  |               |                |                |                     |                  |                  |               |                   |                 |                                       |                |                 |                                       |
| Ефим Шифрин      |                  |               |                |                |                     |                  |                  |               |                   |                 |                                       |                |                 |                                       |
| Михаил Боярский  |                  |               |                |                |                     |                  |                  |               |                   |                 |                                       |                |                 |                                       |
| Нонна Гришаева   |                  |               |                |                |                     |                  |                  |               |                   |                 |                                       |                |                 |                                       |
| Елена Воробей    |                  |               |                |                |                     |                  |                  |               |                   |                 |                                       |                |                 |                                       |
| Анна Ардова      |                  |               |                |                |                     |                  |                  |               |                   |                 |                                       |                |                 |                                       |
| Марина Федункив  |                  |               |                |                |                     |                  |                  |               |                   |                 |                                       |                |                 |                                       |
| Третейский судья | Александр Буйнов | Ирина Нельсон | Таисия Повалий | Евгений Дятлов | Александр Панайотов | Александр Шпагин | Геннадий Хазанов | Лариса Долина | Илона Броневицкая | Ольга Кормухина | Алексей Глызин и Александра Воробьёва | Нонна Гришаева | Алёна Свиридова | Сергей Минаев и Сергей Минаев-младший |

## Педагоги и гримёры
- Марина Полтева — педагог по вокалу
- Данила Дунаев — педагог по актёрскому мастерству (в первом и пятом сезонах)
- Андрей Дрознин — педагог по актёрскому мастерству (начиная со второго сезона)
- Сергей Мандрик — хореограф
- Слава Кулаев — хореограф
- Борис Тёмкин — хореограф (в пятом сезоне)
- Натэлла Ивлева — гримёр
- Юрий Жуков — гримёр
- Екатерина Котова — художник по костюмам

Над гримом работают не только российские артисты, но и два специалиста из Голливуда — Кевин Киркпатрик и Брюс Сполдинг Фуллер, работающие со студией «Illusion Industries».
Для грима используется в основном силикон, а сам процесс состоит из двух стадий: сначала накладывается пластический грим, а потом — художественный. За кулисами шоу постоянно дежурит бригада скорой помощи, поскольку у участников могут возникнуть проблемы, связанные с гримом — это и запах ацетона, который может привести к головокружению, и различные раздражения кожи, и проблемы с глазами после использования линз.

## Сезоны
| Сезон | Премьера   | Финал      | Победитель            | Победитель            | Второе место      | Второе место      | Третье место       | Третье место       | Приз зрительских симпатий | Приз от жюри    | Приз от жюри    | Члены жюри (наиболее частые) | Члены жюри (наиболее частые) | Члены жюри (наиболее частые) | Члены жюри (наиболее частые) |
| Сезон | Премьера   | Финал      | Победитель            | Победитель            | Второе место      | Второе место      | Третье место       | Третье место       | Приз зрительских симпатий | Приз от жюри    | Приз от жюри    | 1                            | 2                            | 3                            | 4                            |
| ----- | ---------- | ---------- | --------------------- | --------------------- | ----------------- | ----------------- | ------------------ | ------------------ | ------------------------- | --------------- | --------------- | ---------------------------- | ---------------------------- | ---------------------------- | ---------------------------- |
| 1     | 02.03.2014 | 08.06.2014 | Ирина Дубцова         | Никита Пресняков      | Глеб Матвейчук    | Глеб Матвейчук    | Наталья Подольская | Наталья Подольская | Глеб Матвейчук            | Не вручался     | Не вручался     | Леонид Ярмольник             | Анна Большова                | Любовь Казарновская          | Геннадий Хазанов             |
| 2     | 15.02.2015 | 31.05.2015 | Азиза                 | Азиза                 | Аглая Шиловская   | Аглая Шиловская   | Таисия Повалий     | Родион Газманов    | Данила Дунаев             | Таисия Повалий  | Таисия Повалий  | Леонид Ярмольник             | Максим Аверин                | Любовь Казарновская          | Геннадий Хазанов             |
| 3     | 20.09.2015 | 01.01.2016 | Евгений Дятлов        | Максим Галкин         | Лада Дэнс         | Лада Дэнс         | Ая                 | Ая                 | Максим Галкин             | Лада Дэнс       | Лада Дэнс       | Леонид Ярмольник             | Максим Аверин                | Любовь Казарновская          | Геннадий Хазанов             |
| 4     | 18.09.2016 | 25.12.2016 | Елена Максимова       | Елена Максимова       | Ксана Сергиенко   | Глеб Матвейчук    | Евгений Дятлов     | Евгений Дятлов     | Евгений Дятлов            | Ксана Сергиенко | Аглая Шиловская | Леонид Ярмольник             | Михаил Боярский              | Любовь Казарновская          | Геннадий Хазанов             |
| 5     | 14.02.2021 | 25.04.2021 | Анастасия Спиридонова | Анастасия Спиридонова | Анастасия Макеева | Анастасия Макеева | Дарья Антонюк      | Дарья Антонюк      | Мария Зайцева             | Мария Зайцева   | Мария Зайцева   | Леонид Ярмольник             | Максим Аверин                | Хибла Герзмава               | Максим Галкин                |
| 6     | 15.09.2024 | 22.12.2024 | Светлана Галка        | Дарья Антонюк         | Юрий Титов        | Юрий Титов        | Валерия Астапова   | Валерия Астапова   | Сергей Волчков            | Юрий Титов      | Юрий Титов      | Леонид Ярмольник             | Сергей Минаев                | Ева Польна                   | Вадим Галыгин                |

## Комментарии
1. ↑  В шоу «Один в один!» также принимал участие Максим Галкин, но в качестве члена жюри.
2. ↑  Выступал вместе со студентами четвёртого курса РГИСИ.
3. ↑  Покинула шоу после 8 выпуска из-за подготовок к конкурсу «Евровидение» и аллергии на грим[37].

### Видео
- Страница проекта (1-2 сезоны) на сайте Первого канала
  - Страница третьего сезона
  - Страница «Суперсезона»
  - Страница пятого сезона
  - Страница шестого сезона